# 吳明濟
吴明济，字子鱼，浙江绍兴人。
万历二十六年（1598年），朝鲜之役期间，东征赞画主事丁应泰劾奏经略杨镐等在朝鲜与倭寇战败溃退，反而谎报胜果。朝廷因此派兵科给事中徐观澜前往调查，吴明济作为随员同行。次年，丁应泰又奏总督邢玠及朝鲜“赂倭卖国“，徐观澜再次奉命返回朝鲜王京勘查，吴明济也再次随往。期间，吴明济搜集朝鲜当地诗歌，编成《朝鲜诗选》一书。